# ...In teoria
...In teoria è il quarto album in studio del gruppo musicale italiano Sottotono, pubblicato il 2 marzo 2001 dalla Warner Bros. Records.

## Tracce
1. Da me (feat. Nesly Rice, Eva) – 4:42
2. Ora la colpa a chi la dai – 4:47
3. Coscienza interiore (feat. Defi J) – 4:25
4. Amarti, rispettarti (feat. Eva) – 4:47
5. Il mio sogno (feat. Eva) – 4:53
6. Fai a meno di me (feat. Danny Losito) – 3:16
7. Mezze verità – 4:25
8. Solo noi (feat. Al Castellana, Danny Losito, Cesco) – 5:38
9. Spirituality (feat. Stena) – 4:47
10. Fai su! (feat. El Presidente, Ben) – 4:47
11. Discorsi inutili (feat. Danny Losito, Cesco) – 6:16
12. Smoked out! (feat. Defi J, El Presidente, Fabri Fibra, Nesly Rice & Men in Skratch) – 8:05 – traccia fantasma

## Classifiche
| Classifica (2001) | Posizione massima |
| ----------------- | ----------------- |
| Italia            | 24                |